# Signál rozpoznávající částice

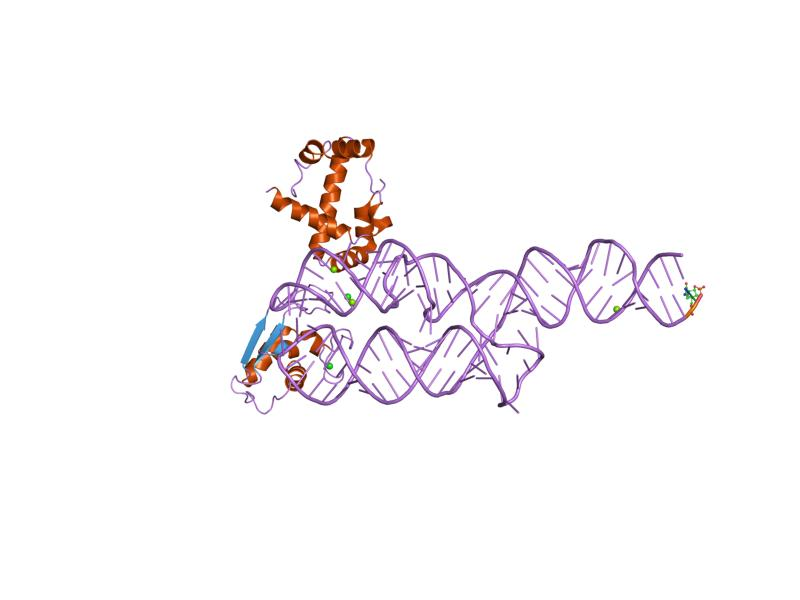
Lidská SRP – RNA a bílkoviny

Signál rozpoznávající částice (SRP, český překlad anglického výrazu signal recognition particle není ustálen) je velký komplex (tzv. ribonukleoprotein) složený z RNA a bílkovin. Obvykle má velikost 325 kilodaltonů a zahrnuje konkrétně 7SL RNA o délce 300 nukleotidů a šest různých polypeptidů.
SRP má důležitou funkci v regulaci procesu translace („výroby bílkovin na ribozomech“). Když ribozom začne vyrábět bílkovinu určenou pro syntézu na endoplazmatickém retikulu (ER), naváže se SRP na ribozom a N-terminální signální sekvenci na bílkovině. Touto vazbou se dočasně přeruší syntéza bílkoviny a celý translační komplex (SRP, ribozom, mRNA a začínající bílkovina) se přesune na membránu endoplazmatického retikula. Na membráně se naváže na SRP receptor a opět se obnoví translace. Důsledkem je skutečnost, že rostoucí bílkovinný řetězec začne procházet skrz membránu ER a nakonec se celý uvolňuje do lumen. Po dokončení translace se SRP a celý translační ribozomální komplex odpojí od SRP receptoru a v cytosolu čeká na další mRNA.